# Camponotus rotundinodis
Camponotus rotundinodis é uma espécie de inseto do gênero Camponotus, pertencente à família Formicidae.